# Care-Arbeit

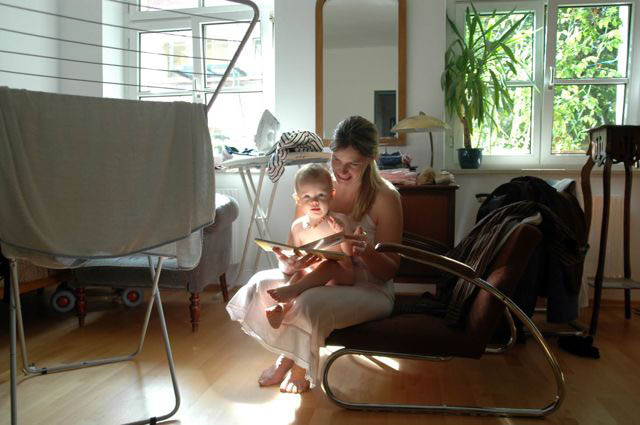
Kinderbetreuung ist Care-Arbeit …

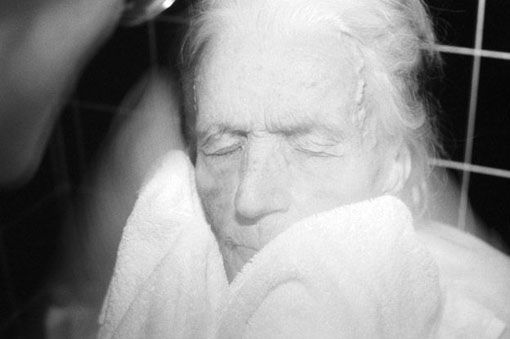
…, ebenso die Sorge für alte Menschen.

Care-Arbeit oder Sorgearbeit oder Pflegearbeit bezeichnet Tätigkeiten der Fürsorge, des Pflegens und des sich um jemanden kümmern.
Der Ausdruck care work entstand in den 1990er Jahren im englischen Sprachraum und schloss an feministische Theorien um Reproduktionsarbeit und Haus- und Familienarbeit im Zuge der zweiten Frauenbewegung an. Dort wurde unbezahlte Hausarbeit als gesellschaftlich notwendige und zumeist von Frauen geleistete Arbeit sichtbar gemacht und ihre Bedeutung für die Wiederherstellung der Arbeitskraft herausgearbeitet. Mit dem Care-Begriff wurden unter anderem der Arbeitsinhalt und die Beziehungsaspekte von Pflege stärker reflektiert. Care-Arbeit umfasst bezahlte und unbezahlte Arbeit. Sie orientiert sich an den Bedürfnissen anderer Personen (englisch other centred work).
Unter Care-Arbeit fällt beispielsweise Kinderbetreuung, -erziehung oder Altenpflege, es werden aber auch familiäre Unterstützung, Häusliche Pflege und freundschaftliche Hilfen darunter verstanden. Überwiegend wird diese Arbeit von Frauen geleistet. Bis in die Gegenwart werden die verschiedenen Stränge nicht als ein gesellschaftspolitisch zentrales, zusammenhängendes Politikfeld gesehen, oder entsprechend bearbeitet.

## Begriffsbedeutung
Die akademischen und politischen Diskussionen um Care thematisieren die grundlegende gesellschaftliche Bedeutung von Pflegearbeit, die spezifische inhaltliche Ebene dieser Tätigkeiten und Abhängigkeiten von Menschen als Bedingung ihrer Existenz.
Im Englischen kann das Wort care in unterschiedlichen Kontexten genutzt werden; es wird gebraucht im Sinne von caring about, also des emotionalen sich Sorgens um, aber bedeutet mit taking care of auch aktives Tun oder macht mit take care of yourself auf Aspekte der Selbstsorge aufmerksam. Care ist als Haltung der Verantwortlichkeit und fürsorgliche Praxis zu verstehen.
Care-Arbeit kann bezahlt oder unbezahlt und ebenso im privaten, häuslichen Bereich wie in öffentlichen Institutionen oder als marktförmige Dienstleistung erbracht werden. Sie findet in Interaktionen und zwischenmenschlichen Beziehungen statt. Nach Margrit Brückner umfasst sie „den gesamten Bereich weiblich konnotierter, personenbezogener Fürsorge und Pflege, d. h. familialer und institutionalisierter Aufgaben der Versorgung, Erziehung und Betreuung und stellt sowohl eine auf asymmetrische Beziehungen beruhende Praxisform als auch eine ethische Haltung dar“. Allerdings werden in verschiedenen Studien unterschiedliche Abgrenzungen und Akzentuierungen von Care-Arbeit vorgenommen. Umstritten ist beispielsweise, ob Care-Arbeit stets in Situationen starker einseitiger Abhängigkeit stattfindet, ob ihr eine spezifische Haltung der Care-Leistenden innewohnen muss, oder ob auch Selbstsorge Bestandteil von Care-Arbeit sein kann. Unterschieden wird teilweise auch zwischen direkter und indirekter Care-Arbeit, also Tätigkeiten die nicht unmittelbar mit, sondern für eine andere Person geleistet werden – wie Kochen, Putzen, Einkaufen. Unbestritten ist jedoch, dass menschliche Gesellschaften ohne Care-Arbeit nicht vorstellbar sind. Denn alle Menschen sind in hohem Maße, beispielsweise in der Kindheit oder bei Krankheit, aber auch im Alltag auf Unterstützung anderer angewiesen.
Das Akronym SAGE beschreibt alle Care-Berufe aus den Bereichen Soziale Arbeit, Gesundheit und Pflege, Erziehung und Bildung und bildet damit das Pendant zu den sogenannten MINT-Fächern. Der Begriff wird unter anderem von der Bundesagentur für Arbeit als Sammelbezeichnung genutzt. Teilweise wird auch von SAHGE gesprochen, bei dem auch noch Haushaltnahe Dienstleistungen mitgezählt werden.

## Care-Ökonomie

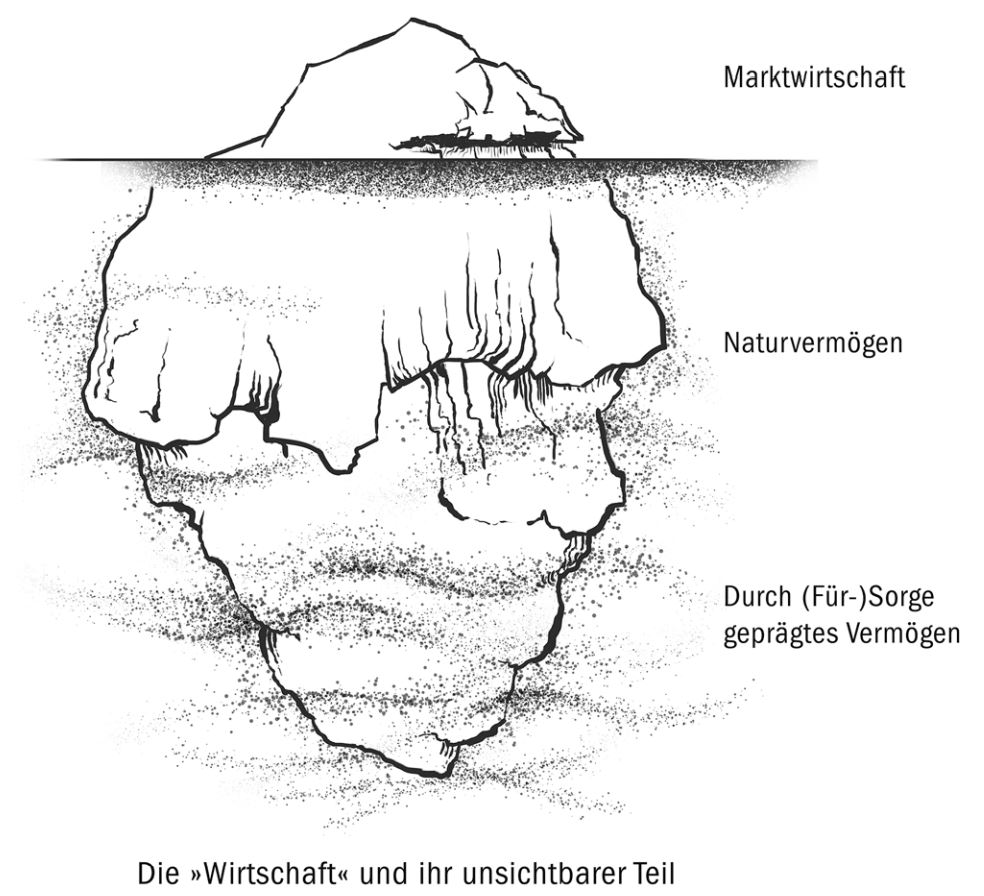
Care-Arbeit als marginalisierte Stütze entlohnten Wirtschaftens nach Helfrich/Bollier 2019

Auch ökonomisch spielt Care-Arbeit eine wichtige Rolle. In Deutschland sind beispielsweise 19 % der Beschäftigten im Jahr 2010 in klassischen Care-Sektoren tätig gewesen: 6,2 % in den Bereichen Erziehung und Bildung, 10,6 % im Gesundheits- und Sozialwesen und 2,2 % in häuslichen Dienstleistungen. Wird aber nicht nur die bezahlte, sondern auch die unbezahlte Care-Arbeit untersucht, steigt ihre ökonomische Relevanz noch einmal deutlich. Für die Schweiz hat die Ökonomin Mascha Madörin ein Stundenvolumen der unbezahlten Hausarbeit, Kinderbetreuung und Pflege von 7697 Stunden gegenüber einem Gesamtvolumen der bezahlten Arbeitszeit von 6974 Stunden errechnet. Und in einer umfangreichen Zeiterhebungsstudie des Statistischen Bundesamtes wurde erhoben, dass die unbezahlte Arbeitszeit in der BRD jene der bezahlten Arbeit um das 1,7-Fache übersteigt. Laut Daten von 2022 leisteten Frauen in Deutschland im Schnitt 4 Stunden und 15 Minuten unbezahlte Arbeit, Männer 2 Stunden und 58 Minuten. Der Unterschied liegt bei Stunden pro Woche bzw. 44,3 Prozent.
In der Care-Ökonomie wird Care-Arbeit vor allem als personenbezogene Dienstleistung in den Blick genommen, als „eine Dienstleistung, die ohne Gegenwart der EmpfängerIn der Dienstleistung nicht möglich ist“. Diese direkten Care-Dienstleistungen werden in Subjekt-Subjekt-Beziehungen geleistet. Daher ist die verwendete Zeit selbst integraler Bestandteil der Leistung. Für qualitativ gute Care-Arbeit ist außerdem die Berücksichtigung der Bedürfnisse und Wünsche der jeweiligen Care-Empfänger notwendig, was Gespräche und Zeit notwendig macht. Personenbezogene Dienstleistungen können daher auch im Lohnarbeitssektor nur in geringem Umfang rationalisiert werden. Sie bedürfen eines hohen Arbeits- und Personalaufkommens, das nicht beliebig gekürzt werden kann. In Relation zu anderen Wirtschaftssektoren spricht der Wirtschaftstheoretiker William Baumol daher bereits im Jahr 1967 von überdurchschnittlich steigenden Kosten (Baumolscher Kosteneffekt) in diesen Branchen.
Nancy Fraser und andere erklären dies mit der Trennung produktiver (Erwerbsarbeit) und reproduktiver Arbeit (Care) im Kapitalismus und argumentieren vor diesem Hintergrund für alternative Formen des Wirtschaftens. Angelehnt an den Reproduktionsbegriff beziehen Melanie Jaeger-Erben und Sabine Hielscher auch Reparaturen in den Care-Begriff ein. Silvia Federici argumentiert, dass mit Lohnzahlungen für Hausarbeit ein gemeinsames Verständnis der lohnabhängig Beschäftigten reifen könne.

## Phänomene der Intersektionalität

### Care-Arbeit und Geschlechterverhältnisse
Care-Arbeit ist gesellschaftlich nicht gleichmäßig verteilt, vielmehr wird sie zum überwiegenden Teil von Frauen geleistet. Dies gilt sowohl für den Bereich der unbezahlten Care-Arbeit als auch für den bezahlten Bereich.
In den Gesundheitsberufen arbeiten beispielsweise über 80 % Frauen. Die Entlohnung in diesem Sektor ist, von einigen Ausnahmen wie den Arztberufen abgesehen, niedrig und die körpernahen Sorgearbeiten gehen mit geringer gesellschaftlicher Anerkennung einher. Gleiches gilt für den Bereich der unbezahlten Care-Arbeit. Auch hier übernehmen Frauen einen deutlich höheren Anteil an Sorgearbeit in der Familie, obwohl immer weniger Frauen sich an einer reinen Hausfrauenrolle orientieren können oder wollen. Der Gender-Care-Gap zeigt mittels Sekundäranalyse der Zeitverwendungserhebung 2012/2013 des Statistischen Bundesamtes, dass Frauen täglich 87 Minuten mehr unbezahlte Care-Arbeit verrichten als Männer, was insgesamt 52,4 % Mehrarbeit entspricht. Auch die unbezahlte, familiale Pflege wird zu etwa 2/3 von Frauen geleistet und bleibt als „typische Frauenarbeit“ im Privaten weitgehend unsichtbar. Lediglich für Tätigkeiten wie Gartenarbeit und Reparaturen investieren Männer durchschnittlich mehr Zeit als Frauen. Sie übernehmen somit eher Tätigkeiten, die insgesamt seltener und nicht zu bestimmten Zeitpunkten zu leisten sind. Außerdem übernehmen Frauen z. B. die Pflege von Angehörigen auch dann weitaus häufiger als Männer, wenn sie genauso viel arbeiten und einen vergleichbaren beruflichen Status haben, was sich durch gesellschaftliche Erwartungen und innerfamiliäre Arbeitsteilung erklären lässt. In der Care-Arbeit ist also deutlich eine geschlechterhierarchische Arbeitsteilung erkennbar.
Vor diesem Hintergrund wurde 2016 der Equal Care Day als Schalttag ins Leben gerufen, um darauf aufmerksam zu machen, dass der Löwenanteil der Fürsorgetätigkeiten nach wie vor von Frauen erbracht wird.
Dass die Pflege von alten Menschen Frauen aufgebürdet wird, hat in Europa eine lange Tradition, und es hatte auch demografische Gründe. Im 19. Jahrhundert blieben viele Frauen ledig, weil es einen Heiratsengpass für Frauen gab. Da ihnen nur wenige Berufe zugänglich waren, übertrugen ihre Familien ihnen die Pflege der alten Familienmitglieder. Es war sogar ein verbreiteter Brauch in städtischen Familien, die jüngste Tochter zu drängen, ledig zu bleiben, damit sie sich zu gegebener Zeit um die Eltern kümmern konnte.
Eine systematische Übersichtsarbeit von Jenny Young et al. von der Edinburgh Napier University über Geschlechtsunterschiede bei der innerfamiliären Pflege von Krebspatienten fand heraus, dass in Forschung über Care-Arbeit hauptsächlich Frauen berücksichtigt werden, sodass Männer auch als „die vergessenen Pfleger“ bezeichnet werden und einen größeren Anteil an der Care-Arbeit hätten, als oftmals erkannt werde. Es wurde argumentiert, dass es ein weiteres und damit zusammenhängendes Problemfeld gegenüber Männern gäbe, wonach ihnen weniger Empathie entgegengebracht werde, weshalb Männer bei emotional komplexen Forschungsfragen zu diesem Thema nicht priorisiert würden. Eine andere Erklärung wird darin gesehen, wie Männer ihre Männlichkeit in Relation zur Care-Arbeit definierten und daher weniger bereitwillig seien, an Forschung über Care-Arbeit mitzuwirken.

### Care-Arbeit und Migration
Die Verknüpfung von Care-Arbeit und Arbeitsmigration wird mit dem Schlagwort der „globalen Betreuungsketten“ diskutiert. Konstatiert wird in dieser Diskussion, dass Care-Arbeit zunehmend an Migrantinnen ausgelagert wird. Während diese Frauen sorgende Tätigkeiten für Kinder oder alte Menschen in den Industriestaaten leisten, bleiben ihre eigenen Kinder und Angehörigen in den Herkunftsländern zurück. Dort werden sie zumeist von anderen weiblichen Familienangehörigen versorgt, teilweise jedoch auch wiederum von Migrantinnen oder Frauen aus ärmeren Schichten. Die amerikanische Soziologin Rhacel Parreñas spricht daher von einer „internationalen Teilung der Reproduktionsarbeit“.
Für Deutschland wird in der feministischen Care-Debatte insbesondere auf die Auslagerung von familialer Pflege- und Betreuungsarbeit an osteuropäische Frauen hingewiesen, die unter schlechten Arbeitsbedingungen und in prekären Situationen Sorgearbeit leisten.

### Care-Arbeit und Soziale Ungleichheit
Mit der Konzeption von vier unterschiedlichen Reproduktionsmodellen hat Gabriele Winker darauf hingewiesen, dass sich die Möglichkeiten, wie Care-Arbeit in Familien organisiert werden kann, je nach ökonomischer Situation deutlich unterscheiden. Sie skizziert erstens ein ökonomisiertes Modell, in welchem die Familienmitglieder unbefristet und vollbeschäftigt berufstätig sind und ihre Care-Arbeit an eine bezahlte Haushaltshilfe auslagern können. Zweitens beschreibt sie ein paarzentriertes Modell, in dem zumeist der Mann Vollzeit arbeitet, während die Frau für Reproduktionsarbeiten zuständig bleibt und in Teilzeit arbeitet. Care-Arbeit kann hier nur zu geringeren Anteilen ausgelagert werden. In einem dritten, dem prekären Reproduktionsmodell, entfällt eine derartige Möglichkeit komplett. Die eigene Reproduktion sowie die Sorge für Angehörige und Kinder findet unter erheblichen Belastungen statt; die Arbeitsverhältnisse sind oftmals durch Unsicherheiten, geringe Löhne und hohe Flexibilitätsanforderungen gekennzeichnet. Schließlich macht Winker als viertes Modell die subsistenzorientierte Reproduktion aus. Diese Personen bewegen sich an der Armutsgrenze, sie können aus unterschiedlichen Gründen ihre Arbeitskraft nicht verkaufen und sind auf die Nutzung von Grundsicherung angewiesen.
Die Übernahme von unbezahlter Care-Arbeit wirkt jedoch auch selbst als Armutsrisiko, u. a. da sie oftmals mit der Einschränkung der eigenen Berufstätigkeit einhergeht. Dies hat nicht nur akut, sondern auch über den Lebensverlauf hinweg Effekte und erhöht die Gefahr sowohl von eigener Erwerbsarmut als auch von Altersarmut. Die Schweizer Ökonomin Mascha Madörin schlug vor, die ungleiche Verteilung unbezahlter Care- und Haushaltsarbeit ergänzend zur Gender-Pay-Gap durch die Berechnung des geschlechtsspezifischen Gesamteinkommensunterschied (Gender Overall Earnings Gap) abzubilden. Im Falle der Schweiz habe dieser 44,5 Prozent betragen, was 110 Milliarden Schweizer Franken (112 Milliarden Euro) entspricht.

### Weitere Zusammenhänge: Queerness, Gender und People of Color
Elsa Dorlin beschreibt die Mental Load, die im Alltag vieler von Diskriminierung Betroffener durch Selbstschutz, Community- und Self-Care aufbaut, als Dirty Care („schmutzige Pflege“) oder Negative Care („negative Pflege“). Beispielhaft seien die Planung sicherer Heimwege nach Sonnenuntergang oder die Vermeidung anstößiger oder auffallender Kleidung genannt.
In gleichgeschlechtlichen Partnerschaften wird Care-Arbeit wesentlich egalitärer aufgeteilt als in heterosexuellen Beziehungen. Es gibt nur wenige gleichgeschlechtliche Paare, bei denen eine Person die Ernährerrolle übernimmt. Lesbische Paare teilen vor allem die Kinderbetreuung sehr gleichmäßig untereinander auf. Schwule Paare neigen demgegenüber eher dazu, die Hausarbeit an Dritte zu externalisieren.

## Care-Krise
In den letzten Jahren und im Kontext der ökonomischen Krisen seit 2008 wird vermehrt auch auf Krisenmomente und Versorgungs-Lücken im Care-Bereich hingewiesen und eine Care-Krise bzw. eine Krise der sozialen Reproduktion konstatiert. Diese Diagnose wird anhand unterschiedlicher Entwicklungen verdeutlicht. So verschlechtern sich mit Kürzungen im Sozialbereich und der wachsenden Bedeutung marktwirtschaftlicher Kriterien im Gesundheits- und Pflegebereich die Arbeitsbedingungen in diesen Sektoren. Enge zeitliche Taktungen, chronischer Personalmangel und eine hohe Arbeitsbelastung machen qualitativ gute Care-Arbeit zunehmend schwierig. Gleichzeitig führen die hohen Arbeitsbelastungen beispielsweise in der Altenpflege und im Kita-Bereich zu sehr hohen krankheitsbedingten Fehlzeiten von knapp 29 bzw. knapp 23 Tagen im Jahr. Der Unmut hierüber äußerte sich im Jahr 2009 in einem monatelangen Streik der Erzieherinnen und Erzieher für höhere Löhne und einen verbesserten Gesundheitsschutz.
Aber auch im privaten Bereich stehen Menschen mit Care-Verpflichtungen unter großen Belastungen. So hat ein Großteil der pflegenden Angehörigen ihre Belastungsgrenzen erreicht oder überschritten und etwa 40 % der pflegenden Angehörigen zeigen Symptome eines Burnout. Auch Eltern stellt sich die schwierige Frage einer Vereinbarkeit von Familie und Beruf, während sie gleichzeitig in der Kindererziehung durch neue Bildungsanforderungen wachsende Aufgaben meistern müssen. Das Projekt Pirate Care (Coventry University u. a.) weist auf die Überschneidung informeller Care-Arbeit und der, vielfach staatlich als unliebsam wahrgenommenen, gegenseitigen Hilfe durch zivilgesellschaftliche Gruppen – wie beispielsweise Mutual Aid Disaster Relief – hin. Die Ursache der skizzierten Krisentendenzen sieht Gabriele Winker in einem „zugespitzten Widerspruch zwischen Profitmaximierung und der Reproduktion von Arbeitskraft“. Unter dem Schlagwort der „Care Revolution“ stellt sie daher eine politische Transformationsstrategie vor, die sich von der Logik kapitalistischer Warenproduktion abwendet. „Das Ziel der Care Revolution ist eine an menschlichen Bedürfnissen, insbesondere an der Sorge füreinander, orientierte – radikal demokratisch gestaltete Gesellschaft“. Als mögliche Schritte einer gesellschaftlichen Veränderung im Sinne der Care Revolution beschreibt Gabriele Winker die Vernetzung von Care-Aktivisten und die Umverteilung von Care-Arbeit, die Durchsetzung einer Existenzsicherung auch ohne Lohnarbeit (zum Beispiel durch Bedingungsloses Grundeinkommen), Arbeitszeitverkürzung und den Ausbau sozialer Infrastruktur; eine gesellschaftliche Aufwertung von Care-Arbeit und schließlich die Demokratisierung der Care-Infrastruktur und die Vergesellschaftung aller Produktionsmittel. Notwendig hierfür wäre die Etablierung einer Kultur der Solidarität und des Miteinanders.
Ganz in diesem Sinne fand im März 2014 als Reaktion auf die vielfältigen Krisenaspekte im Care-Bereich eine Aktionskonferenz „Care Revolution“ statt. Dabei trafen sich in Berlin etwa 500 Menschen aus unterschiedlichen Bereichen der Care-Arbeit und politischer Initiativen. Ihr Anliegen war es sich auszutauschen, zu vernetzen und aktiv zu werden. In einer abschließenden Resolution wurde deutlich gemacht, dass Care-Arbeit „zu einem zentralen Gegenstand politischer Aushandlung zu machen“ sei. Hierfür gründete sich im Folgenden das Netzwerk „Care Revolution“ als bundesweiter Zusammenschluss von über 70 Gruppen und Initiativen mit regionalen Vernetzungen.
Zudem wird die Reorganisation von Care-Arbeit durch Commoning und entsprechend selbstorganisierte Zusammenschlüsse diskutiert.